# 金井賢治
金井 賢治（かない けんじ、1988年4月22日 - ）は、バスケットボール選手である。ポジションはフォワード。東京サンレーヴス所属。

## 来歴
東山高校を卒業後の2007年4月、早稲田大学に進学。4年生時の2010年第86回関東大学バスケットボールリーグ戦2部でアシスト王を獲得。
2011年、JBL2の豊田通商ファイティングイーグルスに入団。
2013年8月、bjリーグの東京サンレーヴスに移籍。2013-14シーズンはレギュラーシーズン全52試合に出場し、1試合平均5.5得点。
2015年オフ、NBDL(2016ｰ17年シーズンからはB3.LEAGUE)の東京八王子トレインズに所属。
2018-19年シーズンより、古巣であるB3.LEAGUE所属の東京サンレーヴスへ復帰した。

## 経歴
- 東山高校 - 早稲田大学 - 豊田通商ファイティングイーグルス（JBL2） - 東京サンレーヴス（bjリーグ） - 東京八王子トレインズ（NBDL）

## 記録
| シーズン | チーム   | GP | GS | MPG  | FG%  | 3P%  | FT%  | RPG | APG | SPG | BPG | TO  | PPG |
| -------- | -------- | -- | -- | ---- | ---- | ---- | ---- | --- | --- | --- | --- | --- | --- |
| 2011-12  | 豊田通商 |    |    |      |      |      |      |     |     |     |     |     |     |
| 2012-13  | 豊田通商 |    |    |      |      |      |      |     |     |     |     |     |     |
| 2013-14  | 東京     | 52 | 52 | 21.8 | .324 | .229 | .515 | 2.0 | 1.2 | 0.5 | 0.1 | 1.0 | 5.5 |
| 2014-15  | 東京     | 48 |    |      |      |      |      |     |     |     |     |     | 6.4 |
| 2015-16  | 八王子   |    |    |      |      |      |      |     |     |     |     |     |     |